# 勝守理
勝守 理（かつもり おさむ、KATSUMORI Osamu、1960年5月2日 - ）は、日本の編曲家、作曲家、ギタリスト、音楽プロデューサーである。勝守オサム名義の場合もある。血液型はO型。

## 来歴・人物
京都府京都市出身。同志社大学工学部化学工学科中退。武蔵野音楽学院卒業（同級に西村智彦（SING LIKE TALKING）、米川英之、沼井雅之、丸山正剛（元BEE PUBLIC）、宮路一昭らが在籍）。
1980年代初頭よりアーティストサポートのギタリストとしてライブ、レコーディングなどの仕事を始める。駆け出しの頃にサポートしていたアマチュアバンドでヤマハのコンテストに参加し全国大会でベストギタリスト賞を受賞。
1988年、菊池桃子が結成したロックバンド「ラ・ムー」に参加。
1980年代半ば頃からは編曲家としての仕事も始める。ビッグバンドの編曲を初めて担った仕事はTBS「ロッテ 歌のアルバム」である。その後も同番組で幾度か担当する。
1999年、スクウェア・エニックスのゲーム「聖剣伝説 LEGEND OF MANA」の編曲を担当。
2003年2月、青森県で開催された第5回アジア冬季競技大会の開会式、閉会式の音楽を担当（作曲/編曲/演奏/録音）。 ロックやダンス・ミュージックと地元郷土芸能のコラボによる楽曲を制作。
2007年、大阪ドームで開かれた日清食品創業者会長、安藤百福の社葬の音楽を担当（作曲/編曲/演奏/録音）。知恩院僧侶数十名の読経（声明）とシンセポップ、ロック、クラシックとのコラボによる楽曲を制作。
長年にわたり東京スクールオブミュージック専門学校にて作曲・編曲の講師を担当しており、門下の作曲家達には中田ヤスタカ、大谷靖夫らがいる。
音楽制作会社（有）クリアーを主宰。『パーフェクトギター攻略本』シリーズ（ドレミ楽譜出版）、『カッコよくキメる!DTM』（音楽之友社）、『プロの作曲家として生きるための本』（ドレミ楽譜出版社）などを執筆。

## 作曲/編曲/演奏/録音等で参加したアーティスト
ラ・ムー、Yoyo's（大泉洋）、佐藤江梨子、YOKO、MAISA、和田アキ子、坂本英三、桜塚やっくん、鈴木亜美、島谷ひとみ、小野正利、德永英明、鈴木聖美、影山ヒロノブ、榎本温子、奥村チヨ、西城秀樹、つのだ☆ひろ、桑名正博、あべ静江、笠原弘子、南央美、青西高嗣、堀江淳、真行寺恵里、鈴里真帆、知念里奈、辺見えみり、森口博子、末永宰士、片岡大志、内海美幸、千堂あきほ、おおもと友子、岡元あつこ、岩間沙織、穴井夕子、BAKU、SHIHO、ラ・ムー、CHA-CHA、POS、SPOON、MAX、TOMMY、WENDY、風来坊、コロッケ、Mr.マリック、児島未散、渡辺美奈代、渡辺満里奈、中山忍、桜華純子、松本典子、相川恵里、村井麻里子、西尾拓美、阿木燿子、宇崎竜童ほか

## テレビ/ラジオ番組
- フジテレビ
  - FNSの日
  - はやく起きた朝は…
  - ワンナイR&R
  - 熱血!サンタマリア
  - しのぶ・まさみshow'05 恋してラララ
  - シュート!
  - 夜のヒットスタジオDELUXE
- 日本テレビ
  - 24時間テレビ 「愛は地球を救う」
  - 歌のトップテン
  - 11PM
- TBS
  - 赤坂夏祭り
  - さんまのSUPERからくりTV
  - 学校へ行こう!
  - 明石家さんまつり
  - 矢沢永吉物語
  - ロッテ 歌のアルバム
  - ザ・ベストテン
- テレビ朝日
  - スノーボード イン フランス
  - ミュージックステーション
- テレビ東京
  - 獣神演武
  - たけしの誰でもピカソ
  - Channel-a
- NHK
  - 今宵ゴージャス!
  - 音楽の楽園
  - にっぽん愉快家族
  - レッツゴーヤング
  - ポップジャム
  - エンジョイ アートライフ
- STV
  - 1×8いこうよ!
- BSC
  - 影山ヒロノブ制作中
- BS-TBS
  - トマデジ
- BS日本
  - 人生の選択
- NHK-FM放送
  - Radio Magic
- アール・エフ・ラジオ日本
  - WithYou40

## イベント
- 2005年日本国際博覧会 - ジャパンウィークエンディングテーマ
- アジア冬季競技大会 - 開会式、閉会式
- 日清食品創業者会長・安藤百福 - 社葬
- 茨城ゴールデンゴールズ
- 東京モーターショー／日産自動車
- MAC WORLD EXPO JAPAN／パイオニア
- アムラックストヨタ自動車 - イベント
- KOSHIGOE SUMMER 2010 Sunset Live
- トヨペット店「全国ナイスミドル音楽祭2011」 - チャリティーソング

## パチンコ
- ろくでなしBLUES（サミー）
- 蒼天の拳（サミー）
- エイリアンVSプレデター（藤商事）
- 球界王（西陣）
- コータローまかりとおる!（アイジーティージャパン）
- 信長の野望（アイジーティージャパン）
- Beach Club（SANKYO）
- Friends（SANKYO）

## ゲーム
- 聖剣伝説 LEGEND OF MANA（スクウェア・エニックス）
- 名探偵コナン（ソースネクスト）
- キャプテン翼 (ゲーム)
- グローランサーII

## CM
- JTB『松岡里果』
- 日産自動車『アベニールサリュー』
- OPA『Winter Bargain』
- ダイハツ『アトレー・リバーノ』
- マツダ『マツダ・ボンゴフレンディ』
- ファイザー製薬『ジャスコート』
- ソニー『ハンディカム』
- ライオン『毛髪力』
- 三共『リゲイン』
- 飯田産業
- 折り鶴タワー

## ビデオ/CD-ROM/CD-BOOK
- ジュエリンズ
  - 『中国語で歌おう　きらきら星』
  - 『イギリス英語でうたおう　きらきら星』
  - 『チャンツでチャレンジ!チャイニーズ』
- シンフォレスト『島のリトリート』CD-ROM
- 新世紀エヴァンゲリオン『音楽補完計画』CD-ROM
- 『機動戦艦ナデシコ』サウンドトラックCD-ROM
- 『カー・アンド・ドライバー』CD-ROM
- ダイエー『元気が出るVIDEO』
- NTT『インタースペース』
- タイピングソフト『ゲゲゲの鬼太郎』
- 警視庁『自転車の乗り方』
- 三菱レイヨン『ラスカルのクリンスイ劇場』

## 映画/舞台/ドラマ
- 映画『クワイエットルームにようこそ』
- ミュージカル座『タイムフライズ』
- 文学座舞台『口紅〜rouge』
- 蜷川幸雄演出舞台
  - 雨の夏、三十人のジュリエットが還ってきた
  - 下谷万年町物語
  - 日の浦姫物語
  - 祈りと怪物
  - 滝の白糸
  - 冬眠する熊に添い寝してごらん
- ビジネスマンミュージカル「WAYOUT」
- 唐十郎「ジャガーの眼2008」日本の30代
- 大人計画
  - 不倫探偵
  - まとまったお金の話
- ミュージカル「O.G.」
- 福原充則「俺節」
- 関根勉監督映画「騒音」
- 作者をせかす六人の主人公達
- はやく起きた朝は…オンステージ
- おそく起きた朝は…
- かしきり企画「やかましい人々」
- Tokyo Love Collection
  - Tokyo Love Collection 2

## 官公庁関連
- 江戸川区
  - えどちゃん音頭
  - えどちゃんマーチ
- 東京都悪質商法被害防止キャンペーン「かもかも」 - CM
- 日本オリンピック委員会